# エフェメラリゼーション
エフェメラリゼーション（ephemeralization）は、バックミンスター・フラーが提唱した、彼の思想の重要な要素を占める概念。

## 概要
短命化とも訳されるが、より多くの機能をより少ない資源・エネルギーで成し遂げる新しい技術・道具の登場で既存の技術・道具が陳腐化していく現象、そして、その一つの技術が陳腐化し新しい技術に取って代わられる期間が科学技術の進歩により、加速度的に短くなってきていることを指す。主に単位当たりの原材料やエネルギー、時間の量での効率の向上で計測される。
例として通信技術、飛行機などがあり、これらは発明されて改良される年代を経るごとに、その使用される物質量当たりの効率・性能を飛躍的に高めるという結果になっている。
この現象が人類の科学技術の歴史を検証すると、年代を経るにつれその動きが累乗的に影響を増しているため、適切に科学技術の発展をエフェメラリゼーションを起こすために用いれば、人類の人口増加による資源・エネルギーの欠乏は起こらず、それどころか全人類をかつてないほど健康で経済的にも豊かな生活環境に浴することを可能にするとすることで、永続的発展が可能だとするフラーの思想の根拠となっている。